# Hypercompe peruvensis
Hypercompe peruvensis är en fjärilsart som beskrevs av George Francis Hampson 1901. Hypercompe peruvensis ingår i släktet Hypercompe och familjen björnspinnare. Inga underarter finns listade i Catalogue of Life.